# Georgische parlementsverkiezingen 2020
De Georgische parlementsverkiezingen van 2020 vonden plaats op 31 oktober en 21 november 2020 voor alle 150 parlementsleden van de 10e convocatie van het parlement van Georgië. De verkiezingen werden voor de derde keer op rij gewonnen door de regerende Georgische Droom onder leiding van premier Giorgi Gacharia. Het was de eerste keer in de Georgische politieke geschiedenis dat dat gebeurde. 
Er werden negen partijen in het parlement gekozen door de eenmalig verlaagde kiesdrempel van een procent, het hoogste aantal partijen sinds de verkiezingen van 1992. De opkomst was in de eerste ronde ondanks de coronapandemie met 56,1 procent hoger dan in voorgaande jaren, terwijl de opkomst in de tweede ronde slechts 26,3 procent was. 
De verkiezingen leidden tot een langdurige politieke crisis. De oppositie betwistte de officiële verkiezingsresultaten, boycotte de tweede ronde voor districtszetels en weigerde maandenlang in het parlement zitting te nemen.

## Kiesstelsel
De verkiezingen vonden plaats in een gemengd kiesstelsel. Van de 150 zetels werden er 120 verkozen door middel van evenredige vertegenwoordiging via een gesloten partijlijst en een kiesdrempel van een procent. De overige dertig zetels werden verkozen in enkelvoudige districten met een tweerondensysteem. Daarnaast gold de regel dat partijen met minder dan 40 procent van de stemmen geen eenpartij-regering zouden kunnen vormen, ook al zouden ze een parlementaire meerderheid hebben. Het kiesstelsel was na grote publieke druk en met internationale bemiddeling eerder in 2020 gewijzigd.

### Achtergrond
Het gemengde kiesstelsel van Georgië was jarenlang onderwerp van verhit publiek en politiek debat. De uitslag van de parlementsverkiezingen van 2016 gaf een nieuwe impuls aan dit debat. De regerende Georgische Droom kreeg met 115 van de 150 zetels 77 procent van het parlement in handen, een grondwettelijke meerderheid (75 procent), terwijl ze 49 procent van de stemmen had. Deze discrepantie kwam voornamelijk door de winst van 71 van de toenmalige 73 districtszetels. Door de kiesdrempel van vijf procent viel 19 procent van de stemmen weg op partijen die de kiesdrempel niet behaalden.
 

Naar aanleiding hiervan werd in 2017 besloten dat met ingang van 2024 een geheel evenredig stelsel in zou gaan met een kiesdrempel van vijf procent. In eerste instantie was dit voor 2020 de bedoeling, maar Georgische Droom schoof dit eenzijdig door naar 2024, tot groot ongenoegen van oppositie en maatschappelijke organisaties. De regering ging akkoord met een overgangssituatie voor 2020, waarin de oorspronkelijke verhouding van enkelvoudige kiesdistricten (73 zetels) en evenredige vertegenwoordiging (77) overeind bleef, maar een verlaagde kiesdrempel van drie procent van toepassing werd.

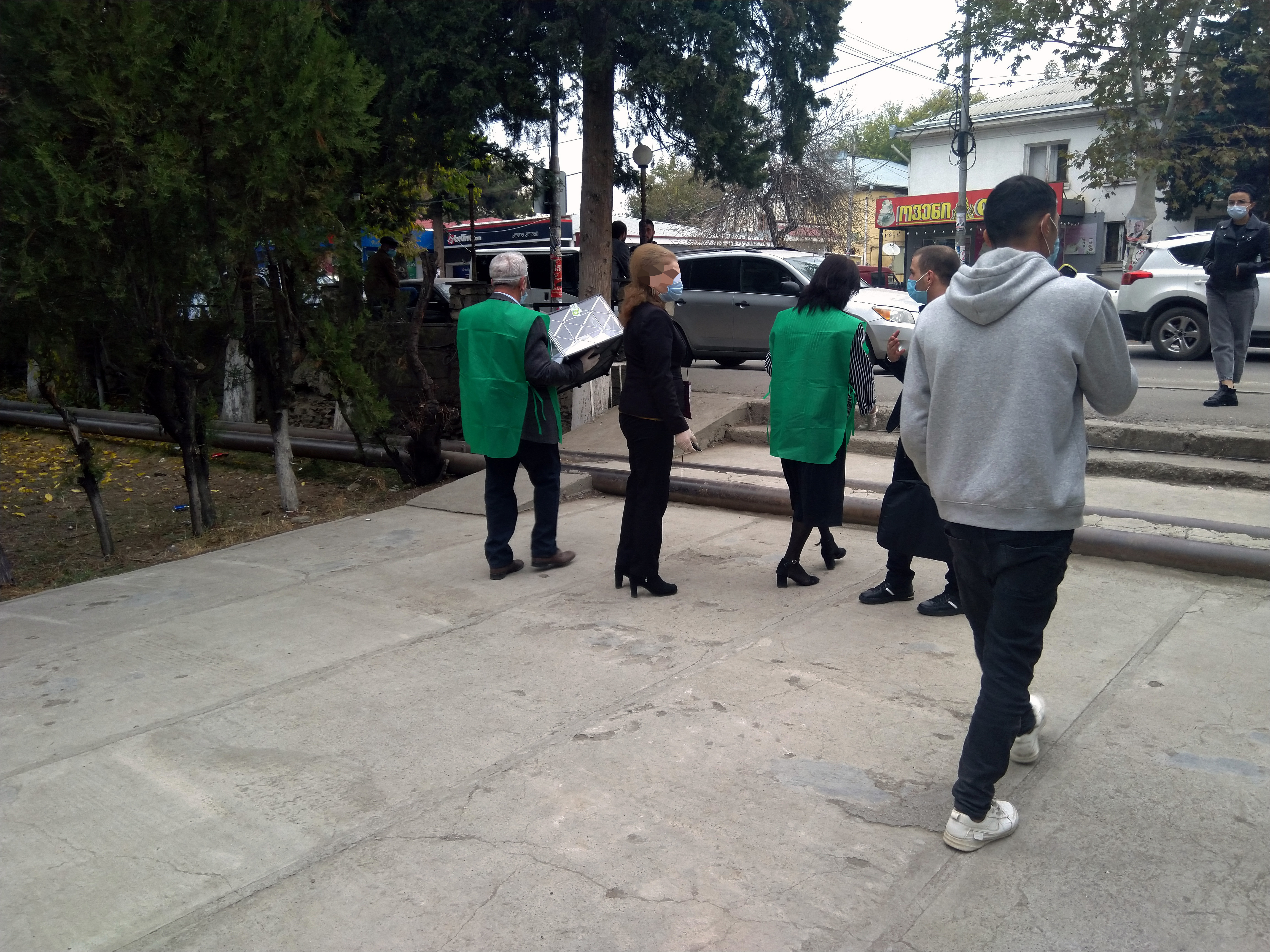
Voor coronapatiënten en kiezers in quarantaine was een mobiele stembus beschikbaar.

Na aanhoudende protesten in 2019 en 2020 werd onder Amerikaanse bemiddeling een nieuw compromis gesloten tussen de regering en oppositie om meer recht te doen aan de roep om een evenredig stelsel. Het compromis hield een flinke reductie van het aantal districten in, de meest verstorende factor, waardoor automatisch voor een groter deel van het parlement de evenredige vertegenwoordiging zou gelden. Daarnaast werd de kiesdrempel verder verlaagd naar een procent. Dit alles was eenmalig, want bleef de invoering van een geheel kiesstelsel bleef onveranderd staan voor 2024. 

### Coronapandemie
Vanwege de coronapandemie golden beperkende maatregelen, zoals een maximaal aantal mensen in een stembureau. Voor kiezers die in thuis-quarantaine zaten was per stembureau een mobiele stembus beschikbaar waar van tevoren voor aangemeld moest worden.

## Partijen

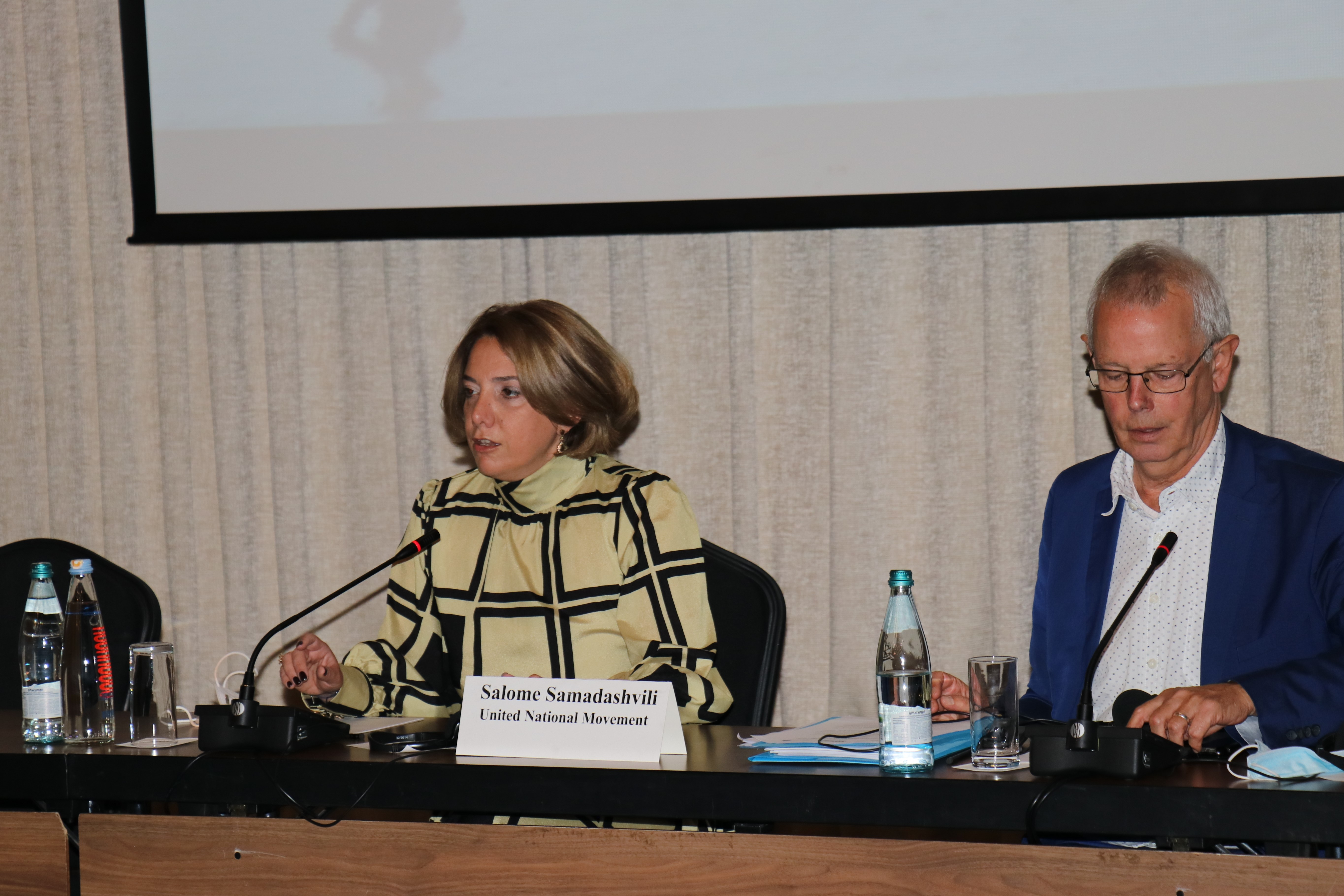
Salome Samadasjvili van de Verenigde Nationale Beweging bij de briefing met internationale waarnemers. Rechts delegatieleider Tiny Kox.

Er registreerden zich aanvankelijk 66 partijen voor de verkiezingen. Uiteindelijk deden 48 partijen en twee verkiezingsblokken mee, waardoor er een totaal aan 50 "electorale subjecten" op het stembiljet stonden. In Georgië stemt men op een gesloten partijlijst, waardoor alleen de partijen op het stembiljet staan. In de dertig districten deden in totaal 490 kandidaten mee.
De grootste oppositiepartij Verenigde Nationale Beweging was de trekker van de electorale alliantie 'Kracht is in Eenheid', waarin de Republikeinse Partij en andere kleine partijen zaten. Zij hadden elk enkele kandidaten op een verkiesbare plek in de lijst staan. Afsplitsingen van de Verenigde Nationale Beweging uit de periode 2015-2017, Girtsji, Strategie Agmasjenebeli en Europees Georgië, deden elk apart mee daartoe aangemoedigd door de lage kiesdrempel. Deze zaten geen van allen in het uitgaande parlement.
Europees Georgië had in de gemeenteraadsverkiezingen van 2017 een groot deel van het electoraat van de Verenigde Nationale Beweging afgesnoept, maar de andere twee partijen hadden een aanhang van maximaal enkele procenten. Lelo was een nieuwe partij die voor het eerst meedeed met verkiezingen. De pro-Russische Patriotten van Georgië zat in het uitgaande parlement met zes zetels. 

## Verkiezingswaarneming

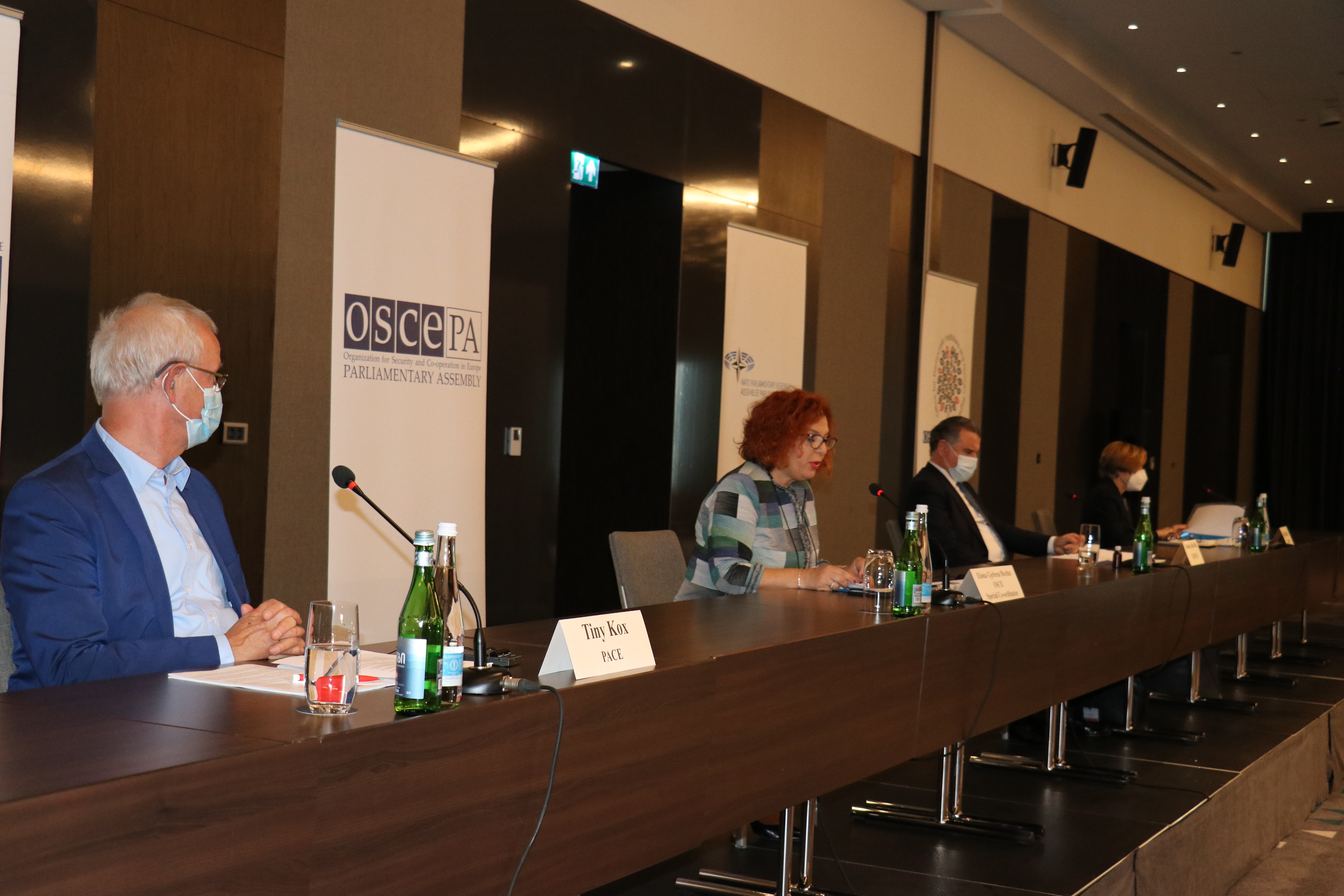
Internationale gemeenschap presenteert eerste bevindingen op 1 november 2020. Links delegatieleider Tiny Kox van de Parlementaire Assemblee van de Raad van Europa.

Door de coronapandemie annuleerde het Bureau voor Democratische Instellingen en Mensenrechten van de OVSE de zogeheten 'kortetermijnverkiezingswaarneming' van 350 waarnemers voor de verkiezingsdag. Wel had de OVSE ongeveer 40 waarnemers en experts in het land om verslag te doen van de campagne en de naleving van procedures in het voortraject. Daarnaast waren er voor de verkiezingsdag kleine delegaties van de NAVO, het Europees Parlement en de Parlementaire Assemblee van de Raad van Europa. Deze laatste werd door de Nederlander Tiny Kox geleid werd.
De OVSE-verkiezingsmissie documenteerde "wijdverbreide beschuldigingen van druk op kiezers en het vervagen van de grens tussen staat en regerende partij die het vertrouwen van het publiek reduceerden in sommige delen van het proces", alsmede intimiderende situaties in en rond verschillende stembureaus. De internationale gemeenschap bleef echter weg bij het diskwalificeren van de verkiezingen, en riep in de daaropvolgende maanden de oppositie op hun politieke verantwoordelijkheid te nemen, hun boycot te staken en hun parlementaire mandaat te accepteren om hun kiezers te vertegenwoordigen.

## Resultaten

Opkomst per district.

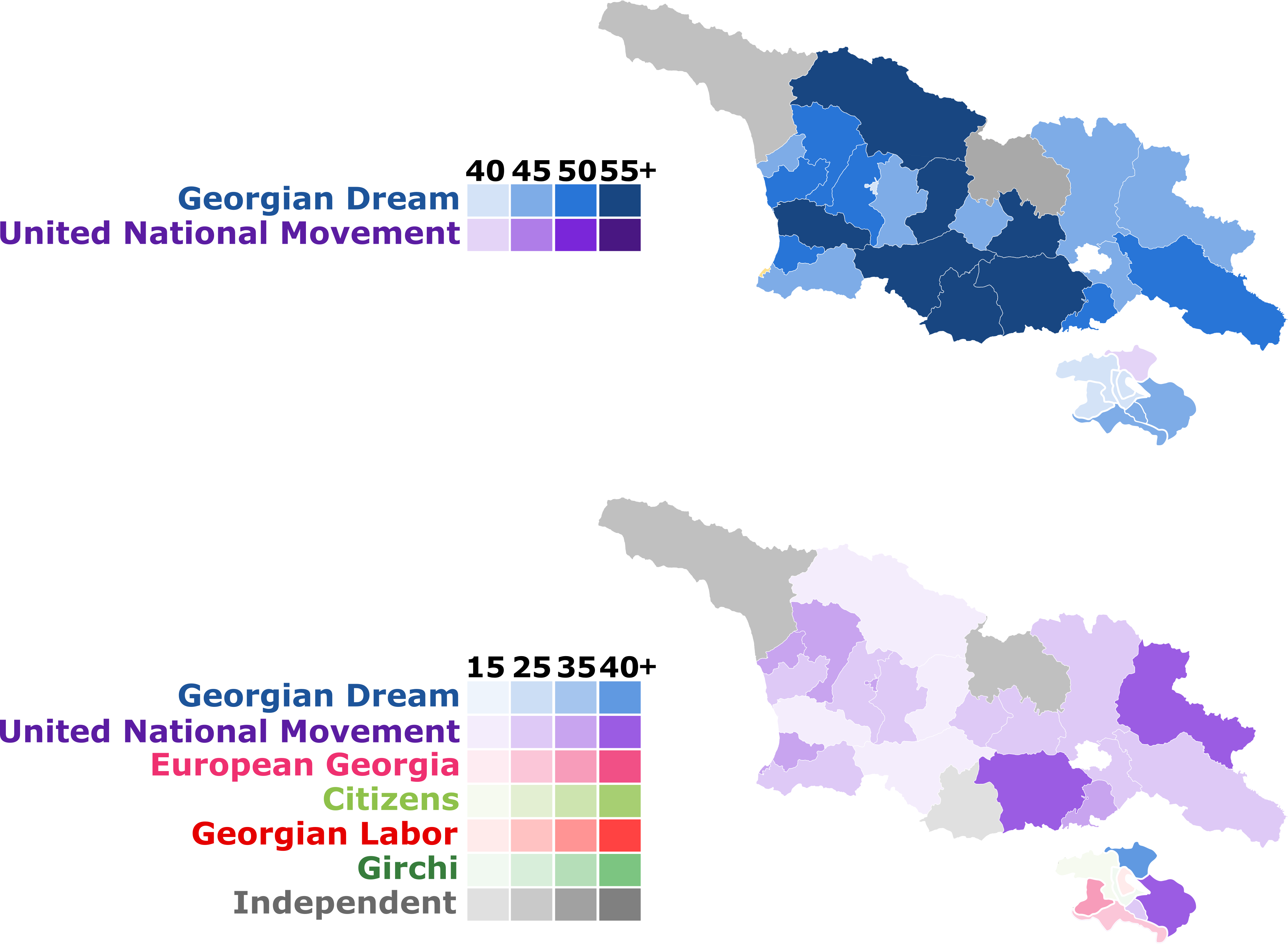
Boven: Populairste partij per district.
Onder: Tweede populaire partij.

Door de eenmalig verlaagde kiesdrempel van een procent werden negen partijen en coalities in het parlement gekozen, een record sinds de verkiezingen van 1992. Maar twee lijsten behaalden meer dan vijf procent van de stemmen. De regerende Georgische Droom behaalde vrijwel net zoveel stemmen als vier jaar eerder, maar verloor door de verandering van het kiesstelsel haar grondwettelijke meerderheid. De partij won alle dertig districten.

### Exitpolls
Exitpolls van regerings- en oppositiegezinde media lieten een groot verschil zien van de winst van regeringspartij Georgische Droom, wat invloed had op het publieke discours in de uren en dagen na de verkiezingsdag op 31 oktober. De exitpolls van regeringsgezinde zenders Imedi en Rustavi 2 claimden respectievelijk 55 en 52,3 procent voor Georgische Droom. Oppositiegezinde kanalen Mtavari Archi en Formula TV peilden respectievelijk 41 en 46 procent voor Georgische Droom. Allen peilden Verenigde Nationale Beweging als tweede partij. Kort na de exitpolls verklaarde de regeringspartij de overwinning.
De verenigde oppositie weigerde de nederlaag te erkennen en beweerde dat ze genoeg stemmen had gekregen om een coalitieregering te vormen. De daaropvolgende dagen volgden protesten voor het parlement. In de nacht van 8 op 9 november 2020 trad de anti-oproerpolitie op toen demonstranten het kantoor van de centrale verkiezingscommissie probeerden binnen te dringen. In 17 districten werd op 21 november 2020 een tweede ronde gehouden, die de oppositie boycotte.

### Uitslag
|                                                                                                   | #41                               | Georgische Droom | 928.004   | 48,22 | 60          | 13 | 17 | 90  | −25   | [ 19 ] [ 21 ] |
|                                                                                                   | #5                                | Kracht is in Eenheid kiesblok * Verenigde Nationale Beweging * Republikeinse Partij * Staat voor de Mensen * Vooruitgang en Vrijheid * Europese Democraten | 523.127   | 27,18 | 36 29 2 3 0 | 0  | 0  | 36  | +9    |               |
|                                                                                                   | #2                                | Europees Georgië | 72.986    | 3,79  | 5           | 0  | 0  | 5   | Nieuw |               |
|                                                                                                   | #56                               | Lelo | 60.712    | 3,15  | 4           | 0  | 0  | 4   | Nieuw |               |
|                                                                                                   | #27                               | Strategie Agmasjenebeli kiesblok * Strategie Agmasjenebeli * Recht en Rechtvaardigheid                                                                     | 60.671    | 3,15  | 4 3 1       | 0  | 0  | 4   | Nieuw |               |
|                                                                                                   | #8                                | Patriotten van Georgië | 60.480    | 3,14  | 4           | 0  | 0  | 4   | −2    | [ 22 ]        |
|                                                                                                   | #36                               | Girtsji | 55.598    | 2,89  | 4           | 0  | 0  | 4   | Nieuw |               |
|                                                                                                   | #24                               | Burgers | 25.508    | 1,33  | 2           | 0  | 0  | 2   | Nieuw |               |
|                                                                                                   | #10                               | Georgische Arbeiderspartij | 19.314    | 1,00  | 1           | 0  | 0  | 1   | +1    |               |
|                                                                                                   | #3                                | Democratische Beweging - Verenigd Georgië | 16.286    | 0,85  | 0           | 0  | 0  | 0   | 0     |               |
|                                                                                                   | Andere partijen                   | Andere partijen |           | 5,3   | 0           | 0  | 0  | 0   |       |               |
| Ongeldige en blanco stemmen                                                                       | Ongeldige en blanco stemmen       | Ongeldige en blanco stemmen |           |       | –           | –  | –  | –   | –     |               |
| Totaal                                                                                            | Totaal                            | Totaal | 1.970.540 | 100   | 120         | 13 | 17 | 150 | 0     |               |
| Geregistreerde kiezers en opkomst                                                                 | Geregistreerde kiezers en opkomst | Geregistreerde kiezers en opkomst | 3.511.853 | 56,11 | –           | –  | –  | –   | –     |               |
| Bronnen: CESKO, eerste ronde; tweede ronde; definitieve samenvatting en verkozen parlementsleden. |                                   | |           |       |             |    |    |     |       |               |

## Nasleep

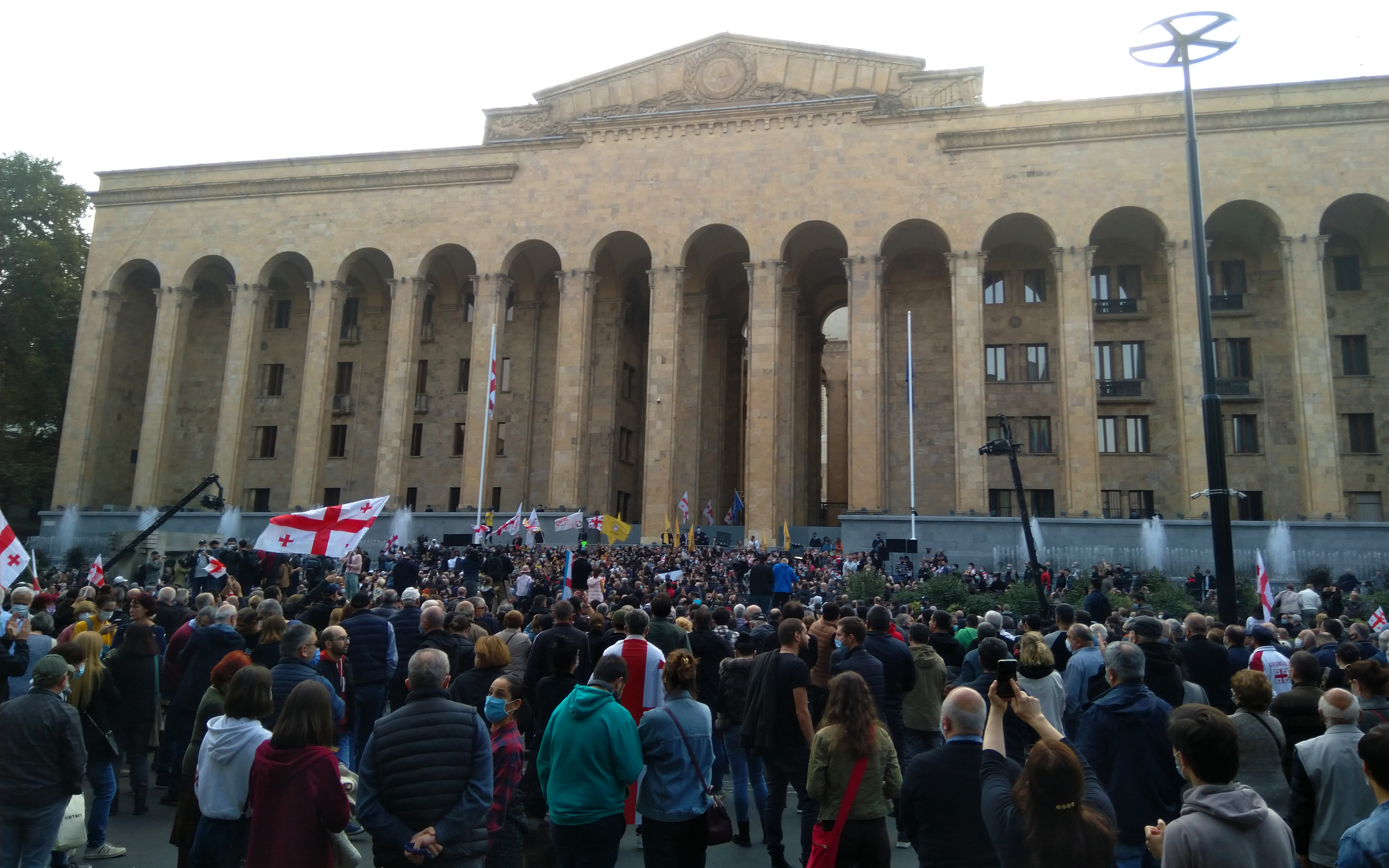
Oppositie protesteerde tegen de uitslag

Ook na de tweede ronde voor de districten bleven de oppositiepartijen de uitslag niet erkennen, boycotten het parlement, riepen op tot nieuwe verkiezingen en eisten de vrijlating van "politieke gevangenen". Hieronder bevond zich de medeoprichter van oppositiegezinde tv-station Mtavari Archi, Giorgi Roeroea. De ambassadeurs van de Verenigde Staten en de Europese Unie faciliteerden in de daaropvolgende periode verschillende gespreksronden tussen de regeringspartij en de oppositie.
Op 11 december vond de inhuldiging plaats van het nieuwe parlement door president Salome Zoerabisjvili, waarbij de gehele oppositie afwezig was. Volgens de grondwet is een gewone meerderheid nodig voor de opening van een nieuw verkozen parlement, maar krijgt het pas de volledige wetgevende macht wanneer meer dan twee derde van het parlement zitting neemt en hun mandaat accepteert, oftewel 100 van de 150 leden. Dit was bij de inhuldiging niet het geval, omdat er 88 parlementsleden aanwezig waren.

### Politieke crisis oppositie-regering

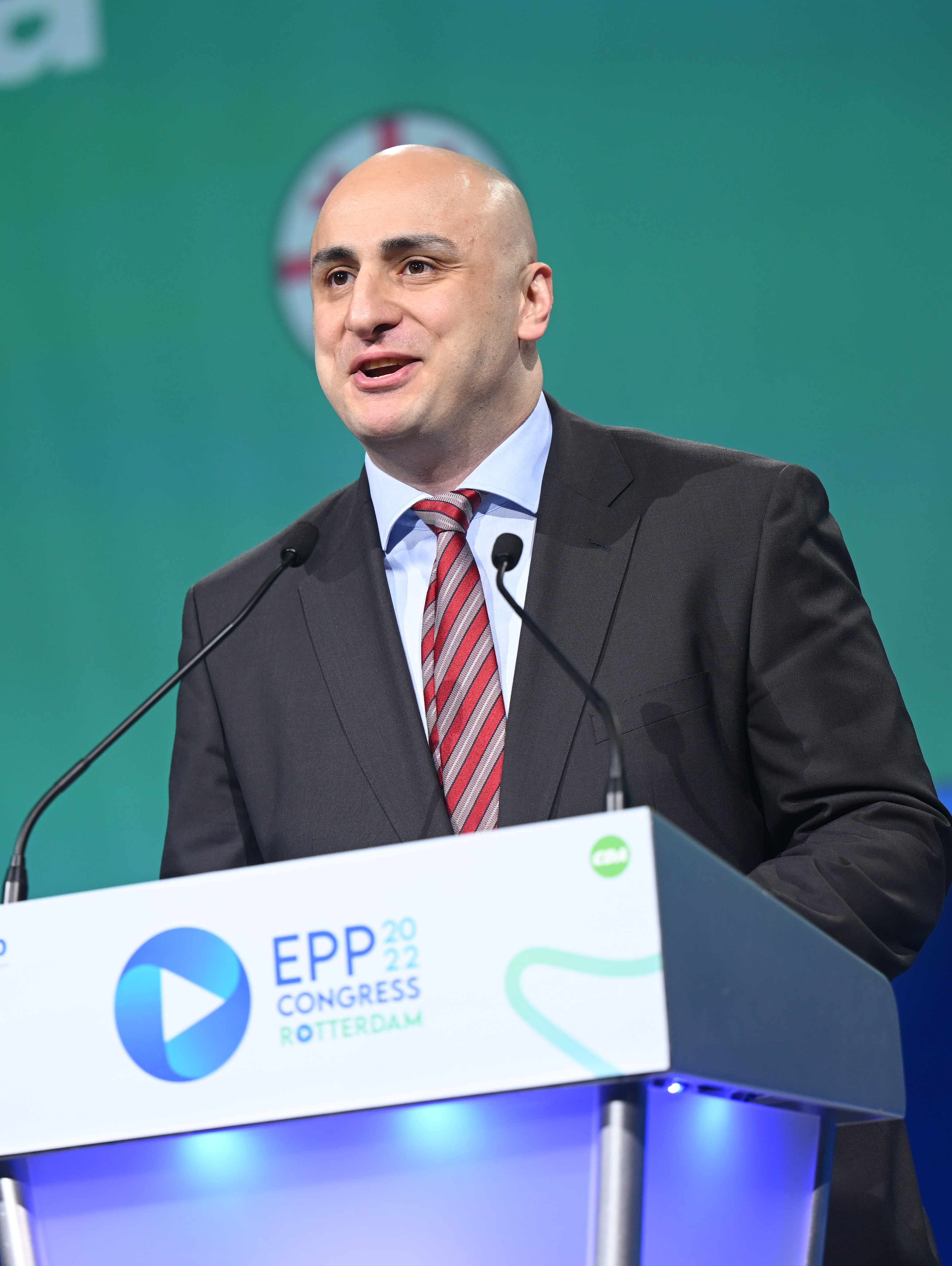
Partijleider Nika Melia van de Verenigde Nationale Beweging moest van de rechtbank gearresteerd worden. Premier Giorgi Gacharia trad af omdat hij hier geen gevolg aan wilde geven in de ontstane situatie.

Georgische Droom stelde voor de staatssubsidie te schrappen voor boycottende partijen, hun publieke politieke zendtijd te beperken en de grootste oppositiepartij Verenigde Nationale Beweging als politieke partij uit te schrijven. Dit zette het conflict tussen oppositie en regering verder op scherp en leidde tot internationale veroordeling. Zonder de oppositie ging het parlement op 24 december 2020 akkoord met de voortzetting van het kabinet onder leiding van premier Giorgi Gacharia.
De nationalistische en pro-Russische Patriotten van Georgië was de eerste partij die vlak na nieuwjaar de boycot opgaf. Drie van de vier verkozen parlementsleden lieten hun zetel annuleren door het parlement, waardoor drie lager geplaatste kandidaten van de partijlijst in het parlement kwamen. De vier kondigden binnen enkele dagen aan als Europese Socialisten verder te gaan. Eind januari 2021 stopten de twee parlementsleden van Burgers hun boycot en accepteerden hun zetel, nadat ze een deal sloten met Georgische Droom voor hervormingen van het kiesstelsel.
Halverwege februari volgde een nieuwe escalatie van de politieke crisis toen de regeringspartij de parlementaire onschendbaarheid van leider Nika Melia van de Verenigde Nationale Beweging ophief. Dit moest de weg vrij maken voor arrestatie in opdracht van de openbare aanklager. Vijf dagen later nam premier Gacharia ontslag omdat hij weigerde hieraan mee te werken. Hij werd opgevolgd door Irakli Garibasjvili, die in 2013-2015 al premier was en bekend stond als een compromisloos leider. Melia werd daags daarna gearresteerd.

### EU-bemiddeling
Vanaf dat moment bemoeide de Europese Unie zich actiever met de crisis. Europees commissaris voor Nabuurschap en Uitbreiding Olivér Várhelyi stelde dat premier Garibasjvili de verantwoordelijkheid had om de spanningen te verlagen en de dialoog te bevorderen. Ook het Amerikaanse Department of State sprak zich uit in soortgelijke bewoordingen en riep de regering op "te handelen in overeenstemming met haar Euro-Atlantische ambities en toewijding aan de beginselen van democratie, individuele vrijheid en rechtsstaat en ervoor te zorgen dat deze vrij is van politieke vooringenomenheid".
Op 1 maart 2021 reisde EU-president Charles Michel af naar Tbilisi voor een gezamenlijk overleg met de regering en oppositiepartijen in een poging de politieke impasse te doorbreken. De oppositie liet de eis voor vervroegde verkiezingen vallen in ruil voor een referendum over vervroegde verkiezingen. Gespreksonderwerpen waren hervormingen in de kieswet, ook in de context van de gemeenteraadsverkiezingen in het najaar van 2021, hervormingen in de rechtspraak, en het delen van macht in het parlement. Het werd de basis voor een zes-puntenplan dat de EU opstelde. De Zweed Christian Danielsson onderhandelde in maart 2021 als speciaal gezant namens Charles Michel en de EU, maar de partijen kwamen ondanks herhaalde pogingen niet nader tot elkaar.

### Akkoord van 19 april 2021

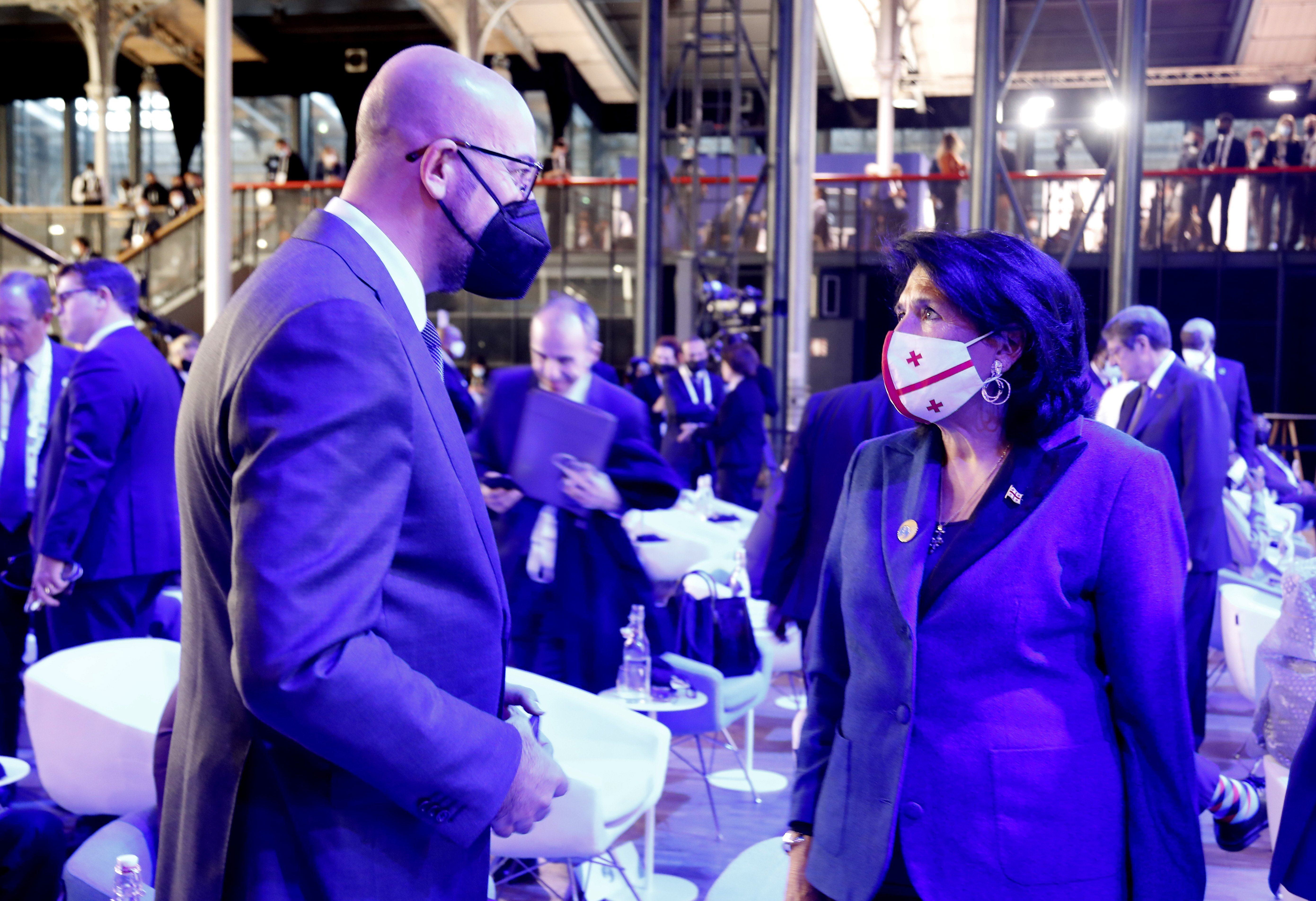
Charles Michel wist een compromis te bereiken tussen de Georgische oppositie enerzijds en de regerende Georgische Droom anderzijds. Hier met president Salome Zoerabisjvili.

EU-president Michel kwam op 18 april 2021 met een nieuw voorstel, dat Georgische Droom en een deel van de oppositie dit keer wel accepteerde en een dag later ondertekende. De belangrijkste oppositiepartij Verenigde Nationale Beweging en individuele oppositiepolitici van andere partijen ondertekenden het akkoord niet om verschillende redenen. Het akkoord met de titel 'Een weg vooruit voor Georgië' legde afspraken vast over het delen van de macht, en over rechtstatelijke en democratische hervormingen. 
Tevens bevatte het akkoord een clausule voor vervroegde parlementsverkiezingen als Georgische Droom bij de gemeenteraadsverkiezingen van oktober 2021 minder dan 43 procent van de stemmen zou behalen. Omdat de grootste oppositiepartij Verenigde Nationale Beweging  het akkoord weigerde te ondertekenen, trok Georgische Droom zich op 28 juli 2021 eruit terug. De partij verklaarde zich niet gebonden aan de prestatieclausule van bij de gemeentelijke verkiezingen van 2021. Uiteindelijk ondertekende de Verenigde Nationale Beweging op 2 september alsnog de overeenkomst. De gemeenteraadsverkiezingen werden door Georgische Droom met meer dan 43% gewonnen, waarmee de discussie over vervroegde parlementsverkiezingen ook beslecht werd en de politieke impasse naar aanleiding van de verkiezingen van 2020 na een jaar feitelijk eindigde.
In de tussentijd waren zes parlementsleden van Georgische Droom halverwege april 2021 uit hun fractie opgestapt om namens de nieuwe partij Voor Georgië van de afgetreden premier Gacharia verder te gaan. Deze partij werd in de lokale verkiezingen derde achter Georgische Droom en de Verenigde Nationale Beweging.